# 黃小柔
黃小柔（英語：Sunnie Huang，1981年10月13日—），出生於台灣嘉義市，台灣女藝人。擁有1/4的荷蘭血統，最早以4 In Love這個女子演唱團體出道。團體解散後，轉往主持、戲劇等方面發展。

## 婚姻
2013年10月2日，在新浪微博宣布將在2014年1月25日舉辦婚禮。
2014年1月25日，在圓山飯店與44歲王睿舉行婚禮，育有二子一女。

## 音樂作品

### 唱片
| 發行日期       | 專輯名稱                   | 曲目 |
| -------------- | -------------------------- | --- |
| 2000年11月16日 | 4 In Love 《FALL IN LOVE》 | 曲目 1. Fall in love 2. 你休想 3. Print my heart 4. 爱还在 5. 爱情魔法书 6. 莫非 7. 爱的祈祷 8. 超时空要爱 9. 借我你的手 10. 再见中国海 |
| 2001年7月19日  | 4 In Love 《誰怕誰》       | 曲目 1. 戀愛革命 2. 誰怕誰 3. 一千零一個願望 4. 他到底哪一點好 5. 最驕傲的事 6. 命中註定 7. 觸電 8. 想Say Yes 9. 改變自己 10. You & Me  |

### 單曲
- 2020 《同一個氣息》

## 演出作品

### 電視劇
| 年度       | 播出頻道         | 劇名               | 飾演                    |
| ---------- | ---------------- | ------------------ | ----------------------- |
| 2002年5月  | 中視、亞視       | 《愛情白皮書 》    | 小柔                    |
| 2005年11月 | 八大綜合台       | 《終極一班》       | 煞姐                    |
| 2006年9月  | 華視             | 《黑色映畫館》     | 少女杀手(客串)          |
| 2007年8月  | 八大綜合台       | 《終極一家》       | 夏蘭荇德 . 美 夏美/鬼娃 |
| 2008年3月  | 公視             | 《荒城火山》单元剧 | 小玉                    |
| 2014年     | 八大綜合台、中視 | 《終極X宿舍》      | 夏蘭荇德 . 美           |

### MV
- 大嘴巴《Happy Birthday 買滴兒》
- 楊丞琳《像是一顆星星》

### 電影
- 2012年《美男記》飾 依菲
- 2021年《諾亞方舟大冒險》飾 海柔(配音) [2]

## 出版作品

###### 書籍
| 日期          | 名稱                                                               | 出版社             | ISBN               |
| 2007年11月8日 | 《黄小柔去玩》                                                     | 平裝本出版公司出版 | ISBN 9789578036420 |
| 2019/03/26    | 『跟過去的每次跌倒說謝謝：柔式覺醒，告別渣男，找到幸福的自己』     | 時報出版           |                    |
| 2020/09/08    | 『愛了，然後呢？：敢卸妝、吵不散，常保燒腦狀態的兩性相處必備技能』 | 時報出版ˊ          |                    |
| 2023/01/13    | 『人生順利需要設計，偶爾也要靠演技：黃小柔女人柔性覺醒的20堂課』   | 布克文化           |                    |

## 主持作品

### 電視
| 播出頻道     | 名稱              |
| MUCH TV      | 娱乐2001          |
| 东森         | 娱乐心新闻        |
| 中视         | 综艺少女组        |
| 视           | 青春乐园周周报    |
| MUCH TV      | Much排行榜        |
| MUCH TV      | 乐透研究院        |
| 三立         | 世界那麼大        |
| 中视         | 超级像像像        |
| TVBS         | 小女人下午茶      |
| 中天         | 八九不离食        |
| 超视         | 世界好好玩        |
| 八大         | 娱乐百分百        |
| 亚洲旅游台   | 台湾玩不完        |
| 中视         | 天天大连宪        |
| 东森         | 超级新人王        |
| 东森         | 张菲32现场        |
| TVBS歡樂台视 | 來吧！營業中 客人 |

### 廣播
| 播出頻道     | 名稱           |
| 幸福廣播電台 | 幸福WOMEN TALK |

### 網路
- 2019年 Youtube《我家就是米其林》至今
- 2020年Youtube《超人媽咪發柔me》[3]

## 活動主持
- 金鼠賀歲慶元宵煙火晚會
- 花在彰化情人節晚會
- Nokia慶功暨春酒聯歡晚會
- 愛滋病防治宣導活動
- 嘉義燈節
- 臺灣燈會倒數30
- 金鐘獎星光大道
- 鹿港冬遊季演唱會
- 金門跨年晚會
- 新竹市跨年晚會
- 嘉義市跨年晚會
- 台灣燈會在嘉義記者會
- 十一屆兩岸大學校園歌手邀請賽
- 各大縣市跨年、各縣市公益活動
- 節慶晚會、音樂季、電影首映會
- 商業產品發表記者會
- 唱片記者會、企業年終尾牙
- 百場各大縣市校園演唱會
- 連續主持台灣警察專業學校畢業演唱會5年

## 活動講座
- 百場校園巡迴演講
- 2023年 桃園市立圖書館新總館-名人沙龍講座
- 2023年 中原大學MeetTaiepi創新創業嘉年華-桃園主題館
- 2024年 空軍通訊航管資訊聯隊 講座
- 2024年 財團法人董氏基金會-樂齡、聊鬱力講座
- 2024年 桃園市國際傑人會-婦女成長關愛親子讀書會

## 資料來源
1. ↑  上天注定的姻緣！黃小柔婚禮眾星雲集　黑婚紗顛覆傳統 （页面存档备份，存于）.ETtoday新聞雲.2014-01-26
2. ↑  黃小柔秀配音初體驗 老公逼集訓崩潰喊「很囉唆」  （页面存档备份，存于）.噓！星聞.2021-01-23
3. ↑  YouTube上的超人媽咪發柔me播放列表

## 外部連結
- 黃小柔的Facebook專頁
- 黃小柔的Instagram帳戶
- YouTube上的黃小柔的專屬頻道
- 黃小柔的新浪微博
- 黃小柔在互联网电影资料库（IMDb）上的資料（英文）
- 黃小柔在香港影庫上的簡介
- 黃小柔在时光网上的簡介（简体中文）
- 黃小柔在豆瓣上的资料（简体中文）